# Destructor Lanciere
El Lanciere va ser un dels dinou destructors de classe Soldati construïts per a la Regia Marina a finals dels anys 30 i principis dels 40. Completat a principis de 1939, va ser un dels últims del primer lot d'una dotzena de vaixells a entrar en servei.

## Disseny i descripció
Els destructors de classe Soldati eren versions lleugerament millorades de la classe Oriani anterior. Tenien una longitud entre perpendiculars de 101,6 metres i una longitud total de 106,7 metres. Els vaixells tenien una mànega de 10,15 metres i un calat mitjà de 3,15 metres i 4,3 metres amb càrrega profunda. El Soldatis desplaçaven 1.830–1.850 tones mètriques (1.800–1.820 tones llargues) amb càrrega normal, i 2.450–2.550 tones mètriques (2.410–2.510 tones llargues) amb càrrega profund. El seu rol durant la guerra era de 13 oficials i 202 sotsoficials i mariners.
El Lanciere estava accionat per dues turbines de vapor d'engranatge Belluzzo, cadascuna impulsava un eix d'hèlix utilitzant vapor subministrat per tres calderes Yarrow. Dissenyats per a una potència màxima de 48.000 cavalls de potència (36.000 kW) i una velocitat de 34-35 nusos (63-65 km/h; 39-40 mph) en servei, els vaixells de la classe Soldati van assolir velocitats de 39-40 nusos (72–74 km/h; 45–46 mph) durant les seves proves de mar amb una càrrega lleugera. Portaven prou fuel oil per donar-los una autonomia de 2.340 milles nàutiques (4.330 km; 2.690 milles) a una velocitat de 14 nusos (26 km/h; 16 mph) i 682 nmi (1.263 km; 785 milles) a una velocitat de 34 nusos (63 km/h; 39 mph).
La bateria principal del Lanciere constava de quatre canons de 120 mil·límetres de calibre 50 en dues torretes de dos canons, una a davant i a darrere de la superestructura. En una plataforma al mig del vaixell hi havia un canó d'obús estrella de 120 mil·límetres de calibre 15. La defensa antiaèria (AA) dels Soldati era proporcionada per vuit canons Breda Model 1935 de 20 mil·límetres. Els vaixells estaven equipats amb sis tubs de torpedes de 533 mil·límetres en dos muntatges triples al mig del vaixell. Tot i que no tenien un sistema de sonar per a tasques antisubmarines, estaven equipats amb un parell de llançadors de càrrega de profunditat. Els vaixells podien portar 48 mines.

## Història
Al començament de la Segona Guerra Mundial formava part del XII Esquadró de Destructors, que incloïa els bessons  Carabiniere, Corazziere i Ascari. Durant alguns períodes va ser secundat amb funcions d'escorta a la IV Divisió de Creuers. Més tard esdevingué cap d'esquadra d'aquesta formació.
La nit abans de la declaració de guerra, entre el 9 i el 10 de juny de 1940, va dur a terme una missió de minatge entre les illes de Lampedusa i Kerkennah juntament amb el Corazziere, els creuers Da Barbiano i Cadorna i els torpediners Polluce i Calipso.
L'11 de juny va ser enviat de patrulla a l'estret de Sicília juntament amb la resta de la XII Esquadra, amb la XI Esquadrilla de Destructors (Artigliere, Aviere, Geniere i Camicia Nera),  la III Divisió de creuers pesats (Trento, Pola i Bolzano) i la VII de creuers lleugers (Attendolo i Duca d’Aosta).
El 7 de juliol, a les 18.40 hores, va sortir d'Augusta juntament amb les unitats seccionals i el creuer pesat Pola, per després unir-se a la resta de la II Esquadró Naval (divisions de creuers I, II, III i VII per un total de 10 unitats i esquadrons de destructors IX, X, a l'Esquadra I i va participar en la batalla de Punta Stilo el 9 de juliol: durant la retirada de la flota italiana en aquest enfrontament, la XII Esquadra va ser enviada, amb els altres, al contraatac de torpedes , però a les 16.22 el Lanciere, havent-hi la seva vista pertorbada per les cortines de les bombes de fum, va decidir no atacar (l'Ascari i el Corazziere ho van fer en canvi, sense resultat); a les 16.45, mentre es retirava, va albirar alguns vaixells cap al nord i els va atacar, sense èxit, amb el llançament de tres torpedes.
Entre el 30 de juliol i l'1 d'agost va oferir escorta indirecta - juntament amb el Carabiniere i el Corazziere, als creuers Pola, Zara, Fiume, Gorizia, Trento, Da Barbiano, creuer Alberto di Giussano, Eugenio di Savoia, Duca degli Abruzzi, Attendolo, Montecuccoli  i a els esquadrons destructors IX, XIII i XV per un total de 12 unitats: dos combois a Líbia, que van veure un total de 10 vaixells mercants , 4 destructors i 12 vaixells torpediners al mar.
El 5 d'octubre al vespre va embarcar des de Tàrent per escortar dos transports cap a Líbia, juntament amb els tres vaixells del XII Esquadró (operació «CV»), però va tornar a port després de l'albirament de cuirassats anglesos.
La nit de l'11 de novembre es trobava a Tàrent quan el port va ser atacat pels torpediners britànics: el Lanciere es trobava entre els vaixells atacats, però no va rebre cap impacte.
A primera hora de la tarda del 26 de novembre, sota les ordres del capità de navili Carmine D'Arienzo, va salpar de Messina juntament amb l'Ascari i el Carabiniere i la III Divisió (creuers pesats Trento, Trieste i Bolzano ), unint-se a continuació a la resta dels italians. equip que va participar en la batalla inconclusa del cap Teulada: durant aquest enfrontament, entre les 12.35 i les 12.41 del 27 de novembre, va ser colpejat a ràpida successió de tres obusos de 152 mm del creuer britànic Southampton, que el van immobilitzar amb greus danys.  Malgrat un atac de 7 bombarders, la tripulació va aconseguir, amb molts esforços i fins i tot alimentant les calderes amb aigua de mar, reiniciar la nau; el vaixell va ser agafat a remolc per l'Ascari i remolcat lentament fins a Càller amb l'ajuda del Carabiniere i l'escorta de la III Divisió.
A les primeres hores del 24 de maig de 1941 va sortir de Messina juntament amb l'Ascari , el Curazziere i la III Divisió de Creuers (Trieste i Bolzano) per oferir escorta indirecta a un comboi, en ruta Nàpols-Trípoli, compost pels transports de tropes Conte Rosso, Marco Polo , Esperia i Victoria escortats pel destructor Freccia i les torpedineres Pegaso, Procione i Orione; a les 20.40, però, el Conte Rosso va ser torpedinat pel submarí HMS Upholder i s'enfonsà en deu minuts, emportant-se 1297 homes; el Lanciere es va separar amb altres unitats per a la recuperació de 1432 nàufrags.
Del 16 al 18 de juliol va escortar (juntament amb els destructors Gioberti, Geniere, Oriani i la torpedinera Centauro) un comboi format pels transports de tropes Marco Polo, Neptúnia i Oceania a la ruta Tàrent-Trípoli (també hi havia una escorta indirecta formada pels creuers Trieste i Bolzano i pels destructors Carabiniere , Ascari i Corazziere): tots els vaixells van arribar al seu destí il·lesos, evitant també un atac del submarí HMS Unbeaten dirigit contra l'Oceania.
L'1 de setembre va ser enviat juntament amb l'Ascari per escortar la motora Francesco Barbaro fins a Messina, pertanyent a un comboi a Trípoli, danyat per un torpediner i agafat a remolc pel destructor Dardo.
El 23 de setembre va col·locar un camp de mines al sud-est de Malta juntament amb les tres unitats del XII Esquadró, amb l'escorta de l'Aviere i del Camicia Nera.
El 24 de setembre va salpar de Palerm juntament amb els creuers lleugers Duca degli Abruzzi i Attendolo , la III Divisió (creuers pesats Trento, Trieste i Gorizia), la resta de l'Esquadró XII i el X Esquadró de Destructors (Maestrale, Grecale i Scirocco) interceptar un comboi britànic, sense aconseguir-ho. A la una de la matinada del 22 de març de 1942, adscrit al XIII Esquadró de Destructors, va sortir de Messina sota el comandament del capità de fragata Costanzo Casana juntament amb la resta de l'esquadra i els creuers Trento , Gorizia i Bande Nere.  Unida a la resta de l'equip naval italià, la formació va participar llavors en la segona batalla de Sirte, en la qual el Lanciere no va tenir un paper significatiu.
Quan la flota italiana va tornar, però, es va desenvolupar una violenta tempesta. A les 20.30 el Lanciere va començar a quedar endarrerit amb la resta de vaixells, i a les 23.15 va haver de reduir la velocitat i agafar el capó. A les 5.31 es va enviar un missatge explicant que el vaixell hauria de romandre al capó tot el dia, però a les 5.47 el Lanciere va informar que l'aigua estava inundant les sales de màquines de popa. ] Els intents de rescat del creuer Trento i dels destructors Alpino i Geniere van ser inútils: a les 9.58 es va llançar el SOS, en el qual la posició de la unitat s'estimava a aproximadament 120 milles a l'est de Malta; a les 10.07 es va enviar l'últim missatge des del vaixell moribund "Stiamo affondando. Viva l'Italia. Viva il Re. Viva il Duce" (Ens enfonsem. Visca Itàlia. Visca el Rei. Visca el Duce); el Lanciere es va enfonsar en la posició 35°35' N i 17°15' E.
A la tarda del 24 de març, el vaixell hospital Arno, enviat per rescatar els supervivents, va identificar, una darrere l'altra, dues balses amb 4 homes cadascuna; el 25 de març el vaixell va recuperar un altre nàufrag que estava sol en una altra bassa. Dels 9 supervivents d'un naufragi recuperats per l'Arno , un, el pilot de torpedes Gino Mondin, va morir poc després del rescat a causa d'una paràlisi cardíaca. El matí del 26 de març, un hidroavió va detectar dues basses i va rescatar altres 7 homes, els únics que quedaven dels aproximadament setanta que originalment anaven en aquell vaixell.
En total, d'una tripulació de 242 homes, només van sobreviure un oficial (el tinent del Cos d'Enginyeria Naval Gaetano Castello) i 14 suboficials i mariners. La Medalla d'Or al Valor Militar va ser atorgada a la memòria del comandant Casana.

## Comandants
- Capitano di vascello Carlo De Bei - 25 de març de 1939 - gener de 1940
- Capitano di vascello Carmine D'Arienzo - gener de - 28 novembre 1940
- Capitano di fregata Giulio Di Gropello - 10 de maig de 1941 - gener de 1942
- Capitano di fregata Costanzo Casana - (+) 24 de gener de - 23 de març de 1942